# Deklaracja wiary lekarzy katolickich

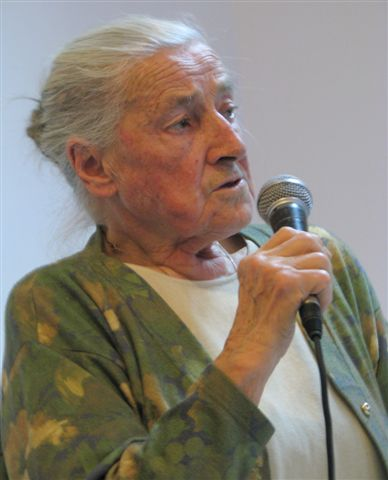
Wanda Półtawska, pomysłodawczyni i inicjatorka powstania Deklaracji

Deklaracja wiary lekarzy katolickich i studentów medycyny w przedmiocie płciowości i płodności ludzkiej – polski dokument opisujący wartości i zasady bioetyki katolickiej deklarowane przez sygnatariuszy. Dokument został opublikowany 5 marca 2014 wraz z listem przez lekarkę, dr Wandę Półtawską. Deklaracja spowodowała debatę medialną o roli, znaczeniu i granicach stosowania przez lekarzy klauzuli sumienia.
Deklarację podpisało prawie 4 tys. osób, w tym lekarze, pielęgniarki, studenci medycyny, itp.. Wśród sygnatariuszy znalazło się 59 profesorów medycyny. Dokument został przetłumaczony na język angielski.
Publikacja dokumentu stała się przedmiotem sporu publicystycznego i światopoglądowego. Deklarację wiary lekarzy katolickich poparła Konferencja Episkopatu Polski, szereg polskich hierarchów kościelnych oraz część prawicowych środowisk politycznych, w tym klub parlamentarny Prawo i Sprawiedliwość. Jej zwolennicy ocenili, że Deklaracja jest „odważnym gestem” pracowników służby zdrowia broniących prawa do wolności sumienia, oraz że „ukazuje głęboki sens powołania lekarskiego”. Deklarację skrytykowały natomiast Amnesty International, Federacja na rzecz Kobiet i Planowania Rodziny oraz niektóre ugrupowania lewicowe, m.in. SLD i Twój Ruch. Krytycy wskazywali, że dokument, forowany przez „katolickich radykałów”, jest „łamaniem prawa w imię religii” i „cofa medycynę do XIX wieku”.

## Treść
Deklaracja jest dokumentem krótkim, jednostronicowym. Zasadniczą część dokumentu stanowi 6 krótkich punktów. Dokument kończy cytat z encykliki papieskiej Humanae vitae. Treść jego jest następująca: 

DEKLARACJA WIARYLekarzy katolickich i studentów medycyny w przedmiocie płciowości i płodności ludzkiej Nam – lekarzom – powierzono strzec życie ludzkie od jego początku...
1. WIERZĘ w jednego Boga, Pana Wszechświata, który stworzył mężczyznę i niewiastę na obraz swój.
2. UZNAJĘ, iż ciało ludzkie i życie, będąc darem Boga, jest święte i nietykalne: - ciało podlega prawom natury, ale naturę stworzył Stwórca, - moment poczęcia człowieka i zejścia z tego świata zależy wyłącznie od decyzji Boga. Jeżeli decyzję taką podejmuje człowiek, to gwałci nie tylko podstawowe przykazania Dekalogu, popełniając czyny takie jak aborcja, antykoncepcja, sztuczne zapłodnienie, eutanazja, ale poprzez zapłodnienie in vitro odrzuca samego Stwórcę.
3. PRZYJMUJĘ prawdę, iż płeć człowieka dana przez Boga jest zdeterminowana biologicznie i jest sposobem istnienia osoby ludzkiej. Jest nobilitacją, przywilejem, bo człowiek został wyposażony w narządy, dzięki którym ludzie przez rodzicielstwo stają się „współpracownikami Boga Samego w dziele stworzenia” - powołanie do rodzicielstwa jest planem Bożym i tylko wybrani przez Boga i związani z Nim świętym sakramentem małżeństwa mają prawo używać tych organów, które stanowią sacrum w ciele ludzkim.
4. STWIERDZAM, że podstawą godności i wolności lekarza katolika jest wyłącznie jego sumienie oświecone Duchem Świętym i nauką Kościoła i ma on prawo działania zgodnie ze swoim sumieniem i etyką lekarską, która uwzględnia prawo sprzeciwu wobec działań niezgodnych z sumieniem.
5. UZNAJĘ pierwszeństwo prawa Bożego nad prawem ludzkim - aktualną potrzebę przeciwstawiania się narzuconym antyhumanitarnym ideologiom współczesnej cywilizacji, - potrzebę stałego pogłębiania nie tylko wiedzy zawodowej, ale także wiedzy o antropologii chrześcijańskiej i teologii ciała.
6. UWAŻAM, że - nie narzucając nikomu swoich poglądów, przekonań – lekarze katoliccy mają prawo oczekiwać i wymagać szacunku dla swoich poglądów i wolności w wykonywaniu czynności zawodowych zgodnie ze swoim sumieniem.

„Wysokim uznaniem darzymy tych lekarzy i członków służby zdrowia, którzy w pełnieniu swojego zawodu ponad wszelką ludzką korzyść przenoszą to, czego wymaga od nich szczególny wzgląd na chrześcijańskie powołanie. Niech niezachwianie trwają w zamiarze popierania zawsze tych rozwiązań, które zgadzają się z wiarą i prawym rozumem oraz niech starają się dla tych rozwiązań zjednać uznanie i szacunek ze strony własnego środowiska. Niech ponadto uważają za swój zawodowy obowiązek zdobywanie w tej trudnej dziedzinie niezbędnej wiedzy, aby małżonkom zasięgającym opinii, mogli służyć należytymi radami i wskazywać właściwą drogę, czego słusznie i sprawiedliwie się od nich wymaga.”Paweł VI, Humanae vitae, 27. 

## Sygnatariusze
Wśród sygnatariuszy Deklaracji było 59 profesorów medycyny, m.in. Bogdan Chazan, Jerzy Dymecki, Andrzej Kochański, Michał Troszyński, Gabriel Turowski.
Sygnatariuszem Deklaracji był doktor habilitowany Łukasz Szumowski, który w 2018 roku (już jako profesor tytularny) objął tekę ministra zdrowia w rządzie Mateusza Morawieckiego.

## Stanowiska wobecDeklaracji
W toku debaty medialnej wyodrębniło się wiele stanowisk:

### Poparcie
Deklarację poparł klub parlamentarny Prawo i Sprawiedliwość. Poseł tego klubu, Krzysztof Szczerski, w liście otwartym do Rzecznika Praw Obywatelskich zwrócił uwagę na medialną nagonkę na sygnatariuszy dokumentu i przejawy nietolerancji na tle religijnym. Konferencja Episkopatu Polski określiła Deklarację jako „odważny gest” pracowników służby zdrowia broniący prawa do wolności sumienia. Aprobatę dla Deklaracji wyraziło wielu polskich biskupów katolickich, m.in. abp i lekarz Henryk Hoser oraz bp Stefan Regmunt, odpowiedzialny za duszpasterstwo służby zdrowia. Genetyk kliniczny, prof. Andrzej Kochański ocenił, że Deklaracja „ukazuje głęboki sens powołania lekarskiego”. Za Deklaracją opowiedziała się także Helena Pyz, polska lekarka pracująca z trędowatymi w Indiach.

### Krytyka
W publicystyce krytycy Deklaracji podnosili jej nielegalność (łamanie prawa). Stanowiska przeciwne Deklaracji wyrazili m.in. Amnesty International, które oceniło, że dokument „wzmacnia wątpliwości, które budzi praktyka stosowania klauzuli sumienia oraz brak gwarancji proceduralnych do skorzystania z przewidzianych prawem świadczeń” oraz że „podobne działania budują negatywną atmosferę, skutkują stygmatyzacją i oddalają kwestię ochrony praw człowieka, dając przestrzeń do zagrażających godności pacjentów dyskusji medialnych i politycznych”. Przeciw Deklaracji wystąpił także klub parlamentarny Twój Ruch, który uznał, że Deklaracja „jest nawoływaniem do łamania przepisów prawa”. Federacja na rzecz Kobiet i Planowania Rodziny określiła Deklarację jako „sprzeniewierzenie się zasadom wykonywania zawodu lekarza i powód do wstydu, a nie dumy”. Przewodnicząca Federacji, Wanda Nowicka, oceniła, że Deklaracja i praktyka stosowania klauzuli sumienia jest „łamaniem prawa w imię religii”.
Sojusz Lewicy Demokratycznej wzywał Ministerstwo Zdrowia do zrywania kontraktów z lekarzami, którzy odmawiają pacjentom wykonywania świadczeń zdrowotnych powołując się na Deklarację. W opinii Sojuszu dokument „cofa medycynę do XIX wieku”.
Związany z lewicą polityk i lekarz Marek Balicki ocenił, że „katoliccy radykałowie w sprawie klauzuli sumienia czy deklaracji wiary posunęli się za daleko, co spowoduje, że społeczeństwo uważniej będzie przyglądać się ich poczynaniom i dojdzie do otrzeźwienia.”.
Grupa posłów klubu poselskiego Twój Ruch 10 lipca 2014 wniosła projekt zmiany dwóch ustaw w celu wyeliminowania z polskiego porządku prawnego klauzuli sumienia.

### Inne
Deklaracja została uznana za zgodną z polskim prawem przez Naczelny Sąd Lekarski. Prezes Naczelnej Rady Lekarskiej Maciej Hamankiewicz stwierdził, iż Deklaracja jest prywatną inicjatywą i nie narusza Kodeksu Etyki Lekarskiej. Prezes NRL stwierdził, że: „W Polsce wolność wyznania jest zagwarantowana konstytucyjnie każdemu człowiekowi, w tym lekarzowi. W medycynie lekarze niewolnikami byli tylko w starożytnym Egipcie. Dzisiaj żyjemy w wolnych czasach.”.
Narodowy Fundusz Zdrowia nie ustosunkował się do treści dokumentu i poinformował, że nie otrzymał skarg od pacjentów na lekarzy stosujących klauzule sumienia. Według NFZ Deklaracja nie może być powodem zerwania umowy z lekarzem-sygnatariuszem.
Powodem może być tylko niewykonanie przez lekarza zakontraktowanego z NFZ świadczenia.
Ks. Andrzej Draguła w swojej publicystyce na łamach dziennika „Rzeczpospolita” przywołał tragiczne losy Antygony. Pisze Draguła: „Tym, co łączy Antygonę z polskimi lekarzami, którzy podpisali deklarację, jest właśnie przekonanie, że odczytywane w sumieniu prawa moralne są czymś, co istnieje przed i ponad prawem ludzkim, że są obiektywne i niezmienne, a żadna władza nie może nikogo przymusić, by zrezygnował z autonomii sumienia.”. Jednocześnie zaznaczył: „Nie wiem, czy słynna już »Deklaracja Wiary« była potrzebna. Reakcje na nią pokazały jednak, że standardy współżycia społecznego, o które upominają się jej autorzy i sygnatariusze, wywołują w polskim społeczeństwie niezrozumienie, opór, a nawet agresję”.
Adam Sandauer, honorowy przewodniczący Stowarzyszenia Pacjentów „Primum Non Nocere”, stwierdził, że: „Klauzula sumienia powinna być elementem szerzenia tolerancji, a nie tworzenia barykad i kolejnych konfliktów. Zmuszanie katolika do działania wbrew własnym przekonaniom nie jest przejawem tolerancji. Pozwólmy każdemu żyć w zgodzie z własnym sumieniem, bez względu na to, czy jest to ateista, czy świadek Jehowy, czy katolik. Problemem jest prawo, ustawa o zawodzie lekarza.”.
W ocenie publicysty Szymona Hołowni Deklaracja: „to kolejny przejaw „ewangelizacji konfrontacyjnej”, podejścia, które zakłada, że toczy się wojna, więc trzeba zwierać szeregi, zbroić się, zbijać w grupę, szyć i wywieszać flagi. To ewangelizacja, w której chodzi nie o ewangelizowanego, a o ewangelizatora. O to, by poczuł się raźniej, by nie był sam, by się policzył z innymi, by sam jasno określił swoje stanowisko.”. Jednocześnie Hołownia dodaje: „Każdy oświecony humanista skoro jest gotów umrzeć za prawo pacjenta do zrobienia in vitro, powinien być gotów iść na szafot również za lekarza, któremu sumienie zabrania owego in vitro robić.”.

## Wniosek do Trybunału Konstytucyjnego
12 czerwca Katolickie Stowarzyszenie Lekarzy Polskich skierowało pismo do prezesa Naczelnej Rady Lekarskiej (NRL), w którym zwróciło uwagę na szereg kroków, które w ocenie Stowarzyszenia zmierzają do ograniczania lekarzom możliwości stosowania klauzuli sumienia (m.in. stanowisko Komitetu Bioetyki PAN nr 4/2013 w tej sprawie). W odpowiedzi 26 czerwca prezes NRL wyjaśnił, że dostrzega wagę poruszonego problemu i w związku z tym skierował wniosek do Trybunału Konstytucyjnego w sprawie zbadania zgodności z Konstytucją obecnie obowiązujących przepisów ustawy o zawodach lekarza i lekarza dentysty dotyczących klauzuli sumienia. Według wniosku NRL ustawa niezgodnie z polską Konstytucją ogranicza wolność sumienia. Trybunał przyjął wniosek do rozpatrzenia w pełnym składzie sędziów. W opinii prof. Andrzeja Zolla wniosek NRL był zasadny, gdyż ustawowe ograniczenia wolności sumienia, która jest prawem podstawowym, są zbyt nadmierne.

## Odniesienia
Treść Deklaracji wyryta na dwóch kamiennych tablicach została 25 maja 2014 złożona podczas 90. Pielgrzymki Służby Zdrowia na Jasnej Górze jako dar wotywny za kanonizację Jana Pawła II.